# Stanley Cup playoff 1981
I playoff della Stanley Cup 1981 del campionato NHL 1980-1981 hanno avuto inizio l'8 aprile 1981. Le sedici squadre qualificate per i playoff, le migliori della lega al termine della stagione regolare, hanno giocato una serie di partite al meglio delle cinque per i quarti di finale, seguiti da turni al meglio delle sette per i quarti di finale e le semifinali. Le due formazioni rimaste hanno disputato una serie di partite al meglio delle sette per la conquista della Stanley Cup.
Questi furono i secondi e ultimi playoff giocati con le quattro vincitrici di division affiancate da dodici wildcard. Dalla stagione successiva fu data maggior importanza alle division creando un sistema con cui accedevano automaticamente ai playoff le prime quattro squadre di ciascun raggruppamento, facendo in modo inoltre che alle finali di Conference giungessero solo una squadra per division. Il giocatore dei New York Islanders Mike Bossy stabilì il nuovo primato della NHL con 35 punti raccolti nei playoff, mentre Dino Ciccarelli dei Minnesota North Stars stabilì il nuovo primato per un rookie con 21 punti totali.

## Squadre partecipanti

### Formazioni
1. New York Islanders - vincitori della Patrick Division e della stagione regolare nella Clarence S. Campbell Conference, 110 punti
2. St. Louis Blues - vincitori della Smythe Division, 107 punti
3. Montreal Canadiens - vincitori della Norris Division e della stagione regolare nella Prince of Wales Conference, 103 punti
4. Los Angeles Kings - 99 punti
5. Buffalo Sabres - vincitori della Adams Division, 93 punti
6. Philadelphia Flyers - 97 punti
7. Calgary Flames - 92 punti
8. Boston Bruins - 87 punti
9. Minnesota North Stars - 87 punti
10. Chicago Blackhawks - 78 punti
11. Quebec Nordiques - 78 punti
12. Vancouver Canucks - 76 punti
13. New York Rangers - 74 punti
14. Edmonton Oilers - 74 punti
15. Pittsburgh Penguins - 73 punti
16. Toronto Maple Leafs - 71 punti

### Tabellone
Nel primo turno la squadra con il ranking più alto della lega si sfida con quella dal posizionamento più basso seguendo lo schema 1-16, 2-15, 3-14, 4-13, 5-12, 6-11, 7-10 e 8-9. Al termine del primo e del secondo turno gli accoppiamenti sono ristabiliti in base alla posizione ottenuta in stagione regolare, con la squadra migliore accoppiata con quella peggiore. Nel corso dei playoff il fattore campo fu determinato dai punti ottenuti al termine della stagione regolare. Nel primo turno, al meglio delle cinque gare, si seguì il formato 2-2-1. Nelle altre serie, al meglio delle sette sfide, si seguì il formato 2-2-1-1-1: la squadra migliore in stagione regolare avrebbe disputato in casa Gara-1 e 2, (se necessario anche Gara-5 e 7), mentre quella posizionata peggio avrebbe giocato nel proprio palazzetto Gara-3 e 4 (se necessario anche Gara-6).
|  | Ottavi di finale | Ottavi di finale      | Ottavi di finale |  |  | Quarti di finale      | Quarti di finale      | Quarti di finale      |                       |   | Semifinali         | Semifinali         | Semifinali            |                       |   | Stanley Cup | Stanley Cup | Stanley Cup |  |
|  |                  |                       |                  |  |  |                       |                       |                       |                       |   |                    |                    |                       |                       |   |             |             |             |  |
|  | 1                | New York Islanders    | 3                |  |  |                       |                       |                       |                       |   |                    |                    |                       |                       |   |             |             |             |  |
|  | 16               | Toronto Maple Leafs   | 0                |  |  | New York Islanders    | New York Islanders    | 4                     |                       |   |                    |                    |                       |                       |   |             |             |             |  |
|  | 2                | St. Louis Blues       | 3                |  |  | Edmonton Oilers       | Edmonton Oilers       | 2                     |                       |   |                    |                    |                       |                       |   |             |             |             |  |
|  | 15               | Pittsburgh Penguins   | 0                |  |  |                       |                       |                       |                       |   | New York Islanders | New York Islanders | 4                     |                       |   |             |             |             |  |
|  | 3                | Montreal Canadiens    | 0                |  |  |                       |                       | New York Rangers      | New York Rangers      | 0 |                    |                    |                       |                       |   |             |             |             |  |
|  | 14               | Edmonton Oilers       | 3                |  |  | St. Louis Blues       | St. Louis Blues       | 2                     |                       |   |                    |                    |                       |                       |   |             |             |             |  |
|  | 4                | Los Angeles Kings     | 1                |  |  | New York Rangers      | New York Rangers      | 4                     |                       |   |                    |                    |                       |                       |   |             |             |             |  |
|  | 13               | New York Rangers      | 3                |  |  |                       |                       |                       |                       |   | New York Islanders | New York Islanders | 4                     |                       |   |             |             |             |  |
|  | 5                | Buffalo Sabres        | 3                |  |  |                       |                       |                       |                       |   |                    |                    | Minnesota North Stars | Minnesota North Stars | 1 |             |             |             |  |
|  | 12               | Vancouver Canucks     | 1                |  |  | Buffalo Sabres        | Buffalo Sabres        | 1                     |                       |   |                    |                    |                       |                       |   |             |             |             |  |
|  | 6                | Philadelphia Flyers   | 3                |  |  | Minnesota North Stars | Minnesota North Stars | 4                     |                       |   |                    |                    |                       |                       |   |             |             |             |  |
|  | 11               | Quebec Nordiques      | 2                |  |  |                       |                       |                       |                       |   | Calgary Flames     | Calgary Flames     | 2                     |                       |   |             |             |             |  |
|  | 7                | Calgary Flames        | 3                |  |  |                       |                       | Minnesota North Stars | Minnesota North Stars | 4 |                    |                    |                       |                       |   |             |             |             |  |
|  | 10               | Chicago Blackhawks    | 0                |  |  | Philadelphia Flyers   | Philadelphia Flyers   | 0                     |                       |   |                    |                    |                       |                       |   |             |             |             |  |
|  | 8                | Boston Bruins         | 0                |  |  | Calgary Flames        | Calgary Flames        | 4                     |                       |   |                    |                    |                       |                       |   |             |             |             |  |
|  | 9                | Minnesota North Stars | 3                |  |  |                       |                       |                       |                       |   |                    |                    |                       |                       |   |             |             |             |  |

## Primo turno

### NY Islanders - Toronto
| Uniondale 8 aprile 1981 | Toronto Maple Leafs | 2 – 9 (0-2; 1-4; 1-3) referto | New York Islanders | Nassau Coliseum (15.008 spett.) |

| Uniondale 9 aprile 1981 | Toronto Maple Leafs | 1 – 5 (0-0; 0-3; 1-2) referto | New York Islanders | Nassau Coliseum (15.008 spett.) |

| Toronto 11 aprile 1981 | New York Islanders | 6 – 1 (5-0; 1-1; 0-0) referto | Toronto Maple Leafs | Maple Leaf Gardens (16.485 spett.) |

### St. Louis - Pittsburgh
| St. Louis 8 aprile 1981 | Pittsburgh Penguins | 2 – 4 (1-2; 1-1; 0-1) referto | St. Louis Blues | Checkerdome (16.053 spett.) |

| St. Louis 9 aprile 1981 | Pittsburgh Penguins | 6 – 4 (0-1; 4-1; 2-2) referto | St. Louis Blues | Checkerdome (17.033 spett.) |

| Pittsburgh 11 aprile 1981 | St. Louis Blues | 5 – 4 (1-1; 3-2; 1-1) referto | Pittsburgh Penguins | Civic Arena (14.646 spett.) |

| Pittsburgh 12 aprile 1981 | St. Louis Blues | 3 – 6 (2-1; 1-2; 0-3) referto | Pittsburgh Penguins | Civic Arena (12.042 spett.) |

| St. Louis 14 aprile 1981 | Pittsburgh Penguins | 3 – 4 (d.t.s.) (1-0; 1-2; 1-1; 0-0) referto | St. Louis Blues | Checkerdome (18.150 spett.) |

### Montreal - Edmonton
| Montréal 8 aprile 1981 | Edmonton Oilers | 6 – 3 (3-1; 0-0; 3-2) referto | Montreal Canadiens | Forum de Montréal (15.792 spett.) |

| Montréal 9 aprile 1981 | Edmonton Oilers | 3 – 1 (1-0; 1-1; 1-0) referto | Montreal Canadiens | Forum de Montréal (15.527 spett.) |

| Edmonton 11 aprile 1981 | Montreal Canadiens | 2 – 6 (0-2; 2-2; 0-2) referto | Edmonton Oilers | Northlands Coliseum (17.490 spett.) |

### Los Angeles - NY Rangers
| Los Angeles 8 aprile 1981 | New York Rangers | 3 – 1 (1-0; 1-0; 1-1) referto | Los Angeles Kings | The Forum (12.305 spett.) |

| Los Angeles 9 aprile 1981 | New York Rangers | 4 – 5 (1-2; 1-1; 2-2) referto | Los Angeles Kings | The Forum (12.645 spett.) |

| New York 11 aprile 1981 | Los Angeles Kings | 3 – 10 (2-4; 0-4; 1-2) referto | New York Rangers | Madison Square Garden (17.388 spett.) |

| New York 12 aprile 1981 | Los Angeles Kings | 3 – 6 (2-2; 1-1; 0-3) referto | New York Rangers | Madison Square Garden (17.387 spett.) |

### Buffalo - Vancouver
| Buffalo 8 aprile 1981 | Vancouver Canucks | 2 – 3 (d.t.s.) (1-0; 1-1; 0-1) referto | Buffalo Sabres | Buffalo Memorial Auditorium (11.854 spett.) |

| Buffalo 9 aprile 1981 | Vancouver Canucks | 2 – 5 (1-3; 0-2; 1-0) referto | Buffalo Sabres | Buffalo Memorial Auditorium (12.665 spett.) |

| Vancouver 11 aprile 1981 | Buffalo Sabres | 5 – 3 (3-1; 1-0; 1-2) referto | Vancouver Canucks | Pacific Coliseum (12.417 spett.) |

### Philadelphia - Quebec
| Filadelfia 8 aprile 1981 | Quebec Nordiques | 4 – 6 (1-3; 2-0; 1-3) referto | Philadelphia Flyers | The Spectrum (17.077 spett.) |

| Filadelfia 9 aprile 1981 | Quebec Nordiques | 5 – 8 (1-3; 2-2; 2-3) referto | Philadelphia Flyers | The Spectrum (17.077 spett.) |

| Québec 11 aprile 1981 | Philadelphia Flyers | 0 – 2 (0-0; 0-0; 0-2) referto | Quebec Nordiques | Colisée de Québec (15.081 spett.) |

| Québec 12 aprile 1981 | Philadelphia Flyers | 3 – 4 (d.t.s.) (3-1; 0-0; 0-2) referto | Quebec Nordiques | Colisée de Québec (15.130 spett.) |

| Filadelfia 14 aprile 1981 | Quebec Nordiques | 2 – 5 (1-1; 0-1; 1-3) referto | Philadelphia Flyers | The Spectrum (17.077 spett.) |

### Calgary - Chicago
| Calgary 8 aprile 1981 | Chicago Blackhawks | 3 – 4 (0-0; 2-2; 1-2) referto | Calgary Flames | Stampede Corral (7.226 spett.) |

| Calgary 9 aprile 1981 | Chicago Blackhawks | 2 – 6 (0-1; 1-2; 1-3) referto | Calgary Flames | Stampede Corral (7.226 spett.) |

| Chicago 11 aprile 1981 | Calgary Flames | 5 – 4 (d.t.s.) (2-2; 2-0; 0-2; 0-0) referto | Chicago Blackhawks | Chicago Stadium (12.482 spett.) |

### Boston - Minnesota
| Boston 8 aprile 1981 | Minnesota North Stars | 5 – 4 (d.t.s.) (2-1; 0-2; 2-1) referto | Boston Bruins | Boston Garden (8.539 spett.) |

| Boston 9 aprile 1981 | Minnesota North Stars | 9 – 6 (3-2; 3-1; 3-3) referto | Boston Bruins | Boston Garden (9.069 spett.) |

| Bloomington 11 aprile 1981 | Boston Bruins | 3 – 6 (1-4; 0-1; 2-1) referto | Minnesota North Stars | Met Center (15.784 spett.) |

## Quarti di finale

### NY Islanders - Edmonton
| Uniondale 16 aprile 1981 | Edmonton Oilers | 2 – 8 (0-2; 1-4; 1-2) referto | New York Islanders | Nassau Coliseum (15.008 spett.) |

| Uniondale 17 aprile 1981 | Edmonton Oilers | 3 – 6 (1-0; 2-3; 0-3) referto | New York Islanders | Nassau Coliseum (15.008 spett.) |

| Edmonton 19 aprile 1981 | New York Islanders | 2 – 5 (0-0; 1-2; 1-3) referto | Edmonton Oilers | Northlands Coliseum (17.490 spett.) |

| Edmonton 20 aprile 1981 | New York Islanders | 5 – 4 (d.t.s.) (2-2; 2-1; 0-1) referto | Edmonton Oilers | Northlands Coliseum (17.490 spett.) |

| Uniondale 22 aprile 1981 | Edmonton Oilers | 4 – 3 (2-2; 1-0; 1-1) referto | New York Islanders | Nassau Coliseum (15.008 spett.) |

| Edmonton 24 aprile 1981 | New York Islanders | 5 – 2 (1-0; 2-1; 2-1) referto | Edmonton Oilers | Northlands Coliseum (17.490 spett.) |

### St. Louis - NY Rangers
| St. Louis 16 aprile 1981 | New York Rangers | 3 – 6 (1-3; 1-3; 1-0) referto | St. Louis Blues | Checkerdome (17.550 spett.) |

| St. Louis 17 aprile 1981 | New York Rangers | 6 – 4 (1-3; 1-0; 4-1) referto | St. Louis Blues | Checkerdome (18.437 spett.) |

| New York 19 aprile 1981 | St. Louis Blues | 3 – 6 (1-1; 1-4; 1-1) referto | New York Rangers | Madison Square Garden (17.387 spett.) |

| New York 20 aprile 1981 | St. Louis Blues | 1 – 4 (1-2; 0-1; 0-1) referto | New York Rangers | Madison Square Garden (17.389 spett.) |

| St. Louis 22 aprile 1981 | New York Rangers | 3 – 4 (2-1; 1-2; 0-1) referto | St. Louis Blues | Checkerdome (18.066 spett.) |

| New York 24 aprile 1981 | St. Louis Blues | 4 – 7 (0-3; 3-2; 1-2) referto | New York Rangers | Madison Square Garden (17.384 spett.) |

### Buffalo - Minnesota
| Buffalo 16 aprile 1981 | Minnesota North Stars | 4 – 3 (d.t.s.) (1-0; 0-2; 2-1) referto | Buffalo Sabres | Buffalo Memorial Auditorium (15.320 spett.) |

| Buffalo 17 aprile 1981 | Minnesota North Stars | 5 – 2 (0-1; 2-0; 3-1) referto | Buffalo Sabres | Buffalo Memorial Auditorium (14.751 spett.) |

| Bloomington 19 aprile 1981 | Buffalo Sabres | 4 – 6 (1-3; 2-0; 1-3) referto | Minnesota North Stars | Met Center (15.784 spett.) |

| Bloomington 20 aprile 1981 | Buffalo Sabres | 5 – 4 (d.t.s.) (1-0; 2-3; 1-1) referto | Minnesota North Stars | Met Center (15.784 spett.) |

| Buffalo 22 aprile 1981 | Minnesota North Stars | 4 – 2 (1-1; 2-0; 1-1) referto | Buffalo Sabres | Buffalo Memorial Auditorium (15.796 spett.) |

### Philadelphia - Calgary
| Filadelfia 16 aprile 1981 | Calgary Flames | 0 – 4 (0-2; 0-2; 0-0) referto | Philadelphia Flyers | The Spectrum (17.077 spett.) |

| Filadelfia 17 aprile 1981 | Calgary Flames | 5 – 4 (2-2; 3-0; 0-2) referto | Philadelphia Flyers | The Spectrum (17.077 spett.) |

| Calgary 19 aprile 1981 | Philadelphia Flyers | 1 – 2 (1-1; 0-0; 0-1) referto | Calgary Flames | Stampede Corral (7.226 spett.) |

| Calgary 20 aprile 1981 | Philadelphia Flyers | 4 – 5 (1-1; 0-2; 3-2) referto | Calgary Flames | Stampede Corral (7.226 spett.) |

| Filadelfia 22 aprile 1981 | Calgary Flames | 4 – 9 (1-4; 1-2; 2-2) referto | Philadelphia Flyers | The Spectrum (17.077 spett.) |

| Calgary 24 aprile 1981 | Philadelphia Flyers | 3 – 2 (0-0; 3-1; 0-1) referto | Calgary Flames | Stampede Corral (7.226 spett.) |

| Filadelfia 26 aprile 1981 | Calgary Flames | 4 – 1 (2-0; 1-1; 1-0) referto | Philadelphia Flyers | The Spectrum (17.077 spett.) |

## Semifinali

### NY Islanders - NY Rangers
| Uniondale 28 aprile 1981 | New York Rangers | 2 – 5 (1-0; 1-3; 0-2) referto | New York Islanders | Nassau Coliseum (15.008 spett.) |

| Uniondale 30 aprile 1981 | New York Rangers | 3 – 7 (3-1; 0-3; 0-3) referto | New York Islanders | Nassau Coliseum (15.008 spett.) |

| New York 2 maggio 1981 | New York Islanders | 5 – 1 (2-0; 2-0; 1-1) referto | New York Rangers | Madison Square Garden (17.381 spett.) |

| New York 5 maggio 1981 | New York Islanders | 5 – 2 (3-0; 1-2; 1-0) referto | New York Rangers | Madison Square Garden (17.380 spett.) |

### Calgary - Minnesota
| Calgary 28 aprile 1981 | Minnesota North Stars | 4 – 1 (1-0; 2-1; 1-0) referto | Calgary Flames | Stampede Corral (7.226 spett.) |

| Calgary 30 aprile 1981 | Minnesota North Stars | 2 – 3 (0-2; 0-0; 2-1) referto | Calgary Flames | Stampede Corral (7.226 spett.) |

| Bloomington 3 maggio 1981 | Calgary Flames | 4 – 6 (1-2; 3-2; 0-2) referto | Minnesota North Stars | Met Center (15.784 spett.) |

| Bloomington 5 maggio 1981 | Calgary Flames | 4 – 7 (1-3; 1-3; 2-1) referto | Minnesota North Stars | Met Center (15.784 spett.) |

| Calgary 7 maggio 1981 | Minnesota North Stars | 1 – 3 (0-1; 0-1; 1-1) referto | Calgary Flames | Stampede Corral (7.226 spett.) |

| Bloomington 9 maggio 1981 | Calgary Flames | 3 – 5 (0-1; 1-1; 2-3) referto | Minnesota North Stars | Met Center (15.784 spett.) |

## Finale Stanley Cup
La finale della Stanley Cup 1981 è stata una serie al meglio delle sette gare che ha determinato il campione della National Hockey League per la stagione 1980-81. I New York Islanders hanno sconfitto i Minnesota North Stars in cinque partite e si sono aggiudicati la Stanley Cup per la seconda volta consecutiva.

## Statistiche

### Classifica marcatori
La seguente lista elenca i migliori marcatori al termine dei playoff.

| Giocatore       | Squadra               | PG | G  | A  | Pt | MP |
| --------------- | --------------------- | -- | -- | -- | -- | -- |
| Mike Bossy      | New York Islanders    | 18 | 17 | 18 | 35 | 4  |
| Steve Payne     | Minnesota North Stars | 19 | 17 | 12 | 29 | 6  |
| Bryan Trottier  | New York Islanders    | 18 | 11 | 18 | 29 | 34 |
| Denis Potvin    | New York Islanders    | 18 | 8  | 17 | 25 | 16 |
| Bobby Smith     | Minnesota North Stars | 19 | 8  | 17 | 25 | 13 |
| Dino Ciccarelli | Minnesota North Stars | 19 | 14 | 7  | 21 | 25 |
| Wayne Gretzky   | Edmonton Oilers       | 9  | 7  | 14 | 21 | 4  |
| Butch Goring    | New York Islanders    | 18 | 10 | 10 | 20 | 6  |
| Ken Linseman    | Philadelphia Flyers   | 12 | 4  | 16 | 20 | 67 |
| Al MacAdam      | Minnesota North Stars | 19 | 9  | 10 | 19 | 4  |

### Classifica portieri
Questa tabella elenca i cinque migliori portieri dei playoff per media di gol subiti con almeno quattro partite disputate.

| Giocatore      | Squadra               | PG | Min | V  | S | GS | SO | MGS  |
| -------------- | --------------------- | -- | --- | -- | - | -- | -- | ---- |
| Billy Smith    | New York Islanders    | 17 | 994 | 14 | 3 | 42 | 0  | 2.54 |
| Rick St. Croix | Philadelphia Flyers   | 9  | 541 | 4  | 5 | 27 | 1  | 2.99 |
| Don Edwards    | Buffalo Sabres        | 8  | 503 | 4  | 4 | 28 | 0  | 3.34 |
| Greg Millen    | Pittsburgh Penguins   | 5  | 325 | 2  | 3 | 19 | 0  | 3.51 |
| Gilles Meloche | Minnesota North Stars | 13 | 802 | 8  | 5 | 47 | 0  | 3.52 |